# Habartice u Krupky

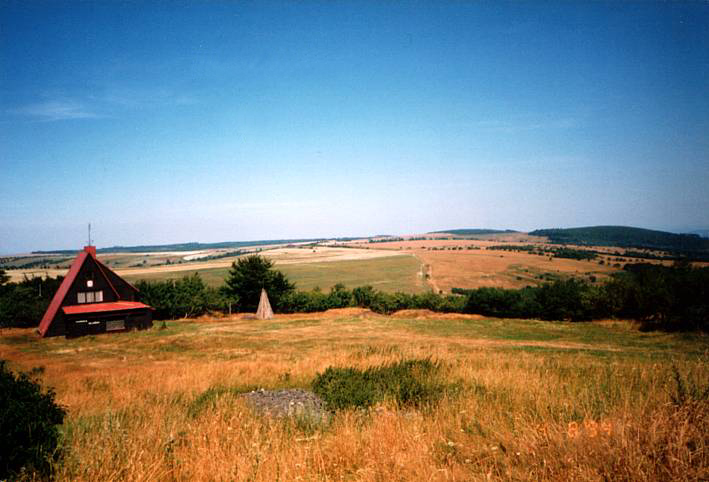
Blick auf das ehemalige Ebersdorf

Habartice (deutsch Ebersdorf) ist eine Wüstung im Norden Tschechiens. Ihr Kataster mit einer Fläche von 1249,7746 ha gehört zur Stadt Krupka.

## Geografische Lage
Habartice befindet sich im Norden der Tschechischen Republik und liegt zwischen 664 (Unterdorf) und 765 m n.m. (Zechberg), es grenzt an Fürstenau und Adolfov.

## Geschichte
Ebersdorf wurde im 13. Jahrhundert von Fränkischen Siedlern gegründet. Es ist ein Waldhufendorf. 1363 wurde der Ort erstmals urkundlich als Eberhardsdorf erwähnt. 1392 wurde der Ort als Eberzdorf erwähnt.
Die Kirche zum heiligen Gallus wurde 1783 im Barockstil erbaut. 1800 wurde ein Pfarrhaus errichtet, 1845 die Schule. 1836 erfolgte der Bau der Graupenbergstraße von Teplitz nach Dresden, auf der alten Teplitzer Poststraße durch Ebersdorf nach Fürstenwalde, vorbei am schon vor 1785 errichteten Schwarzen Kreuz. Weiterhin befinden sich noch auf dem Weg zum Mückentürmchen das Schenkerkreuz (748 m) und das Goldammerkreuz (724 m), welche beide auch vor 1785 errichtet wurden. Auf dem Weg nach Kulm befindet sich eine Waldkapelle in 650 m Höhe und ehemals eine Buche, welche etwa 300 Jahre überdauerte.
1938 wurde südwestlich der Kirche die Finanzwachkaserne errichtet, welche der Ausbildung der HJ dienen sollte. 
In der sehr alten Linde neben dem Friedhof hatte sich eine Eberesche angesiedelt, die typisch für das Erzgebirge ist. Das Kriegerdenkmal, welches sich gleich neben der Linde befindet, wurde 1922 vom Gesangsverein errichtet.
Ab 1945 wurde die deutsche Bevölkerung aus Habartice, wie Ebersdorf nunmehr hieß, vertrieben. Danach war der Ort praktisch ohne Einwohner. In den 1950er Jahren wurde die leerstehende, aber noch erhaltene Siedlung mit Panzern dem Erdboden gleichgemacht.
Reste von Kellern können heute (2016) noch im Gebiet gefunden werden.

## Entwicklung der Einwohnerzahl
| Jahr | Einwohnerzahl |
| ---- | ------------- |
| 1869 | 1236          |
| 1880 | 1189          |
| 1890 | 992           |
| 1900 | 954           |
| 1910 | 957           |

| Jahr | Einwohnerzahl |
| ---- | ------------- |
| 1921 | 832           |
| 1930 | 771           |
| 1950 | 3             |
| 1961 | 0             |